# Giải SDFCS cho kịch bản gốc hay nhất
Giải SDFCS cho kịch bản gốc hay nhất là một trong các giải của SDFCS dành cho kịch bản gốc của một phim, được bầu chọn là hay nhất. Giải này được lập từ năm 1997.

## Các kịch bản phim đoạt giải

### Thập niên 1990
| Năm  | Kịch bản phim        | Soạn giả        |
| ---- | -------------------- | --------------- |
| 1997 | As Good as It Gets   | James L. Brooks |
| 1998 | Sliding Doors        | Peter Howitt    |
| 1999 | Being John Malkovich | Charlie Kaufman |

### Thập niên 2000
| Năm  | Kịch bản phim                          | Soạn giả              |
| ---- | -------------------------------------- | --------------------- |
| 2000 | Almost Famous                          | Cameron Crowe         |
| 2001 | Donnie Darko                           | Richard Kelly         |
| 2002 | Thirteen Conversations About One Thing | Jill & Karen Sprecher |
| 2003 | The Magdalene Sisters                  | Peter Mullan          |
| 2004 | Vera Drake                             | Mike Leigh            |
| 2005 | Kiss Kiss Bang Bang                    | Shane Black           |
| 2006 | The Dead Girl                          | Karen Moncrieff       |
| 2007 | Juno                                   | Diablo Cody           |
| 2008 | The Visitor                            | Tom McCarthy          |

Bản mẫu:SDFCS Awards Chron